# BMW Open 2007
BMW Open 2007 — тенісний турнір, що проходив на ґрунтових кортах у місті Мюнхен, Німеччина з 30 квітня. Належав до категорії International Series.

## Фінальна частина

### Одиночний розряд
Філіпп Кольшрайбер —  Михайло Южний 2–6, 6–3, 6–4

### Парний розряд
Філіпп Кольшрайбер /  Михайло Южний —  Ян Гаєк /  Ярослав Левинський 6–1, 6–4